# Metepec (México)
Metepec ist eine Stadt mit gut 30.000 Einwohnern im etwa 250.000 Einwohner zählenden Municipio Metepec im Zentrum des mexikanischen Bundesstaats México. Die Stadt wurde im Jahr 2012 als Pueblo Mágico eingestuft.

## Lage und Klima
Die Stadt Metepec liegt etwa 75 km (Fahrtstrecke) westlich von Mexiko-Stadt bzw. ca. 8 km südöstlich von Toluca in einer Höhe von ca. 2610 m. Das Klima ist meist warm und trocken; Regen (ca. 775 mm/Jahr) fällt ganz überwiegend im Sommerhalbjahr.

## Bevölkerung
| Jahr      | 2000  | 2020   |
| Einwohner | k. A. | 30.203 |

Die meisten Einwohner der Kleinstadt sind indianischer Abstammung; auch der Anteil von Mestizen ist relativ hoch. Nur noch ein kleiner Teil der Einwohner der Gemeinde spricht den regionalen Nahuatl-Dialekt; Umgangssprache ist meist Spanisch.

## Wirtschaft
In den verstreut liegenden Dörfern des Municipios wurde bis weit ins 20. Jahrhundert hinein hauptsächlich zum Zweck der Selbstversorgung produziert: Auf den Feldern werden Mais, Bohnen, Gemüse und Obst angebaut; auch Viehzucht wird in geringem Umfang betrieben. Bereits seit geraumer Zeit gilt Metepec als Zentrum der Töpferkunst.

## Geschichte
Das Gebiet war schon in vorspanischer Zeit besiedelt; der Name des Ortes war Matlazinco. Um das Jahr 1470 eroberten die Azteken die Region und machten sie tributpflichtig. Nach der Eroberung Tenochtitlans im Jahr 1521 unternahmen die Spanier Expeditionen ins Umland. Um das Jahr 1526 kamen Missionare des Franziskanerordens. Während des Mexikanischen Unabhängigkeitskrieges (1810–1821) verhielt sich die Stadt zurückhaltend; im Jahr 1848 erhielt sie die Stadtrechte (villa)

## Sehenswürdigkeiten
- Mit dem Bau des Franziskanerkonvents San Juan Bautista wurde im Jahr 1569 begonnen, doch verweist sowohl der trapezförmig nach innen gezogene Mittelteil der Fassade wie auch das eher klassizistisch gestaltete Innere eher auf die Zeit um 1780. Die Kirche endet mit einem Trikonchos. Sehenswert ist auch der doppelgeschossige Kreuzgang (claustro) des Konvents.[4]
- Das Rathaus ist ebenfalls ein Bau aus der Kolonialzeit.
- Die Capilla del Calvario steht an der Flanke eines Hügels in der ansonsten weitgehend flachen Umgebung.